# 普爾 (英國國會選區)
普爾（英語：Poole），英國國會一自治市選區，位於英格蘭西南部多塞特郡東南部，包括普爾南部十個地方選區。
創設於1455年，1868年前應選兩席，1885年被撤，1950年恢復以來一直支持保守黨。2010年大選中自1997年以來任當區議員的羅伯特·西姆特以47.5%選票成功連任。